# Kneipe (Studentenverbindung)

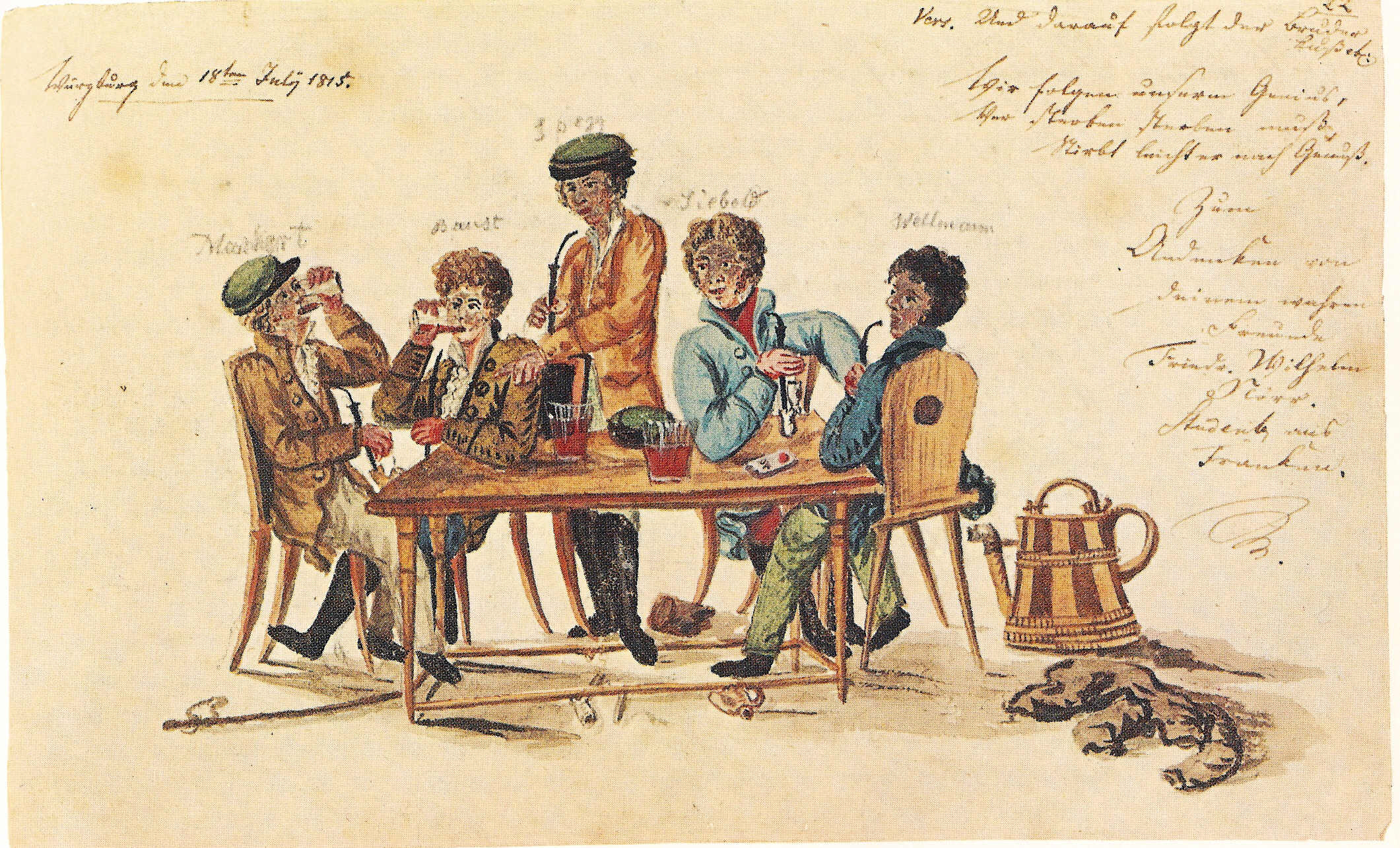
Kneipe des Corps Moenania Würzburg, Stammbuchblatt 18. Juli 1815

Kneipe des Gießener Wingolf um 1900

Eine Kneipe ist eine traditionelle studentische Feier, die vor allem bei Studentenverbindungen üblich war und ist.

## Bedeutung
Auf Kneipen werden – dem Comment folgend und üblicherweise mit dem Konsum von Bier verbunden – Studentenlieder gesungen und verbindungsrelevante Riten abgehalten, oft ergänzt durch Reden. Die Mitglieder farbentragender Studentenverbindungen tragen dazu ihr Couleur. Bei offiziellen Kneipen sind neben den aktiven Mitgliedern auch Alte Herren (ehemalige Studenten der Verbindungen) der ausrichtenden Korporation anwesend. Meist werden zudem Mitglieder befreundeter Verbindungen und gegebenenfalls nichtkorporierte Gäste eingeladen, um gemeinsam zu feiern. Aus heutiger Sicht sind studentische Kneipen im Vergleich zu später entstandenen Formen studentischer Veranstaltungen in Ablauf, Stimmung und Kleidung recht formell.
Darüber hinaus bezeichnen viele Verbindungen auch einen zum Abhalten von Kneipen vorgesehenen Raum in einem Korporationshaus als Kneipe, andere als Kneipsaal. Viele Korporationshäuser haben für die Durchführung dieser Art von Veranstaltungen sogar mehrere, verschieden große Räumlichkeiten, die als große/kleine Kneipe bezeichnet werden und entsprechend der zu erwartenden Zahl der Teilnehmer genutzt werden. Als besonders gemütlich gelten Kellerkneipen, kleine Räume im Untergeschoss mit Sitzecken und Bierzapfanlage.

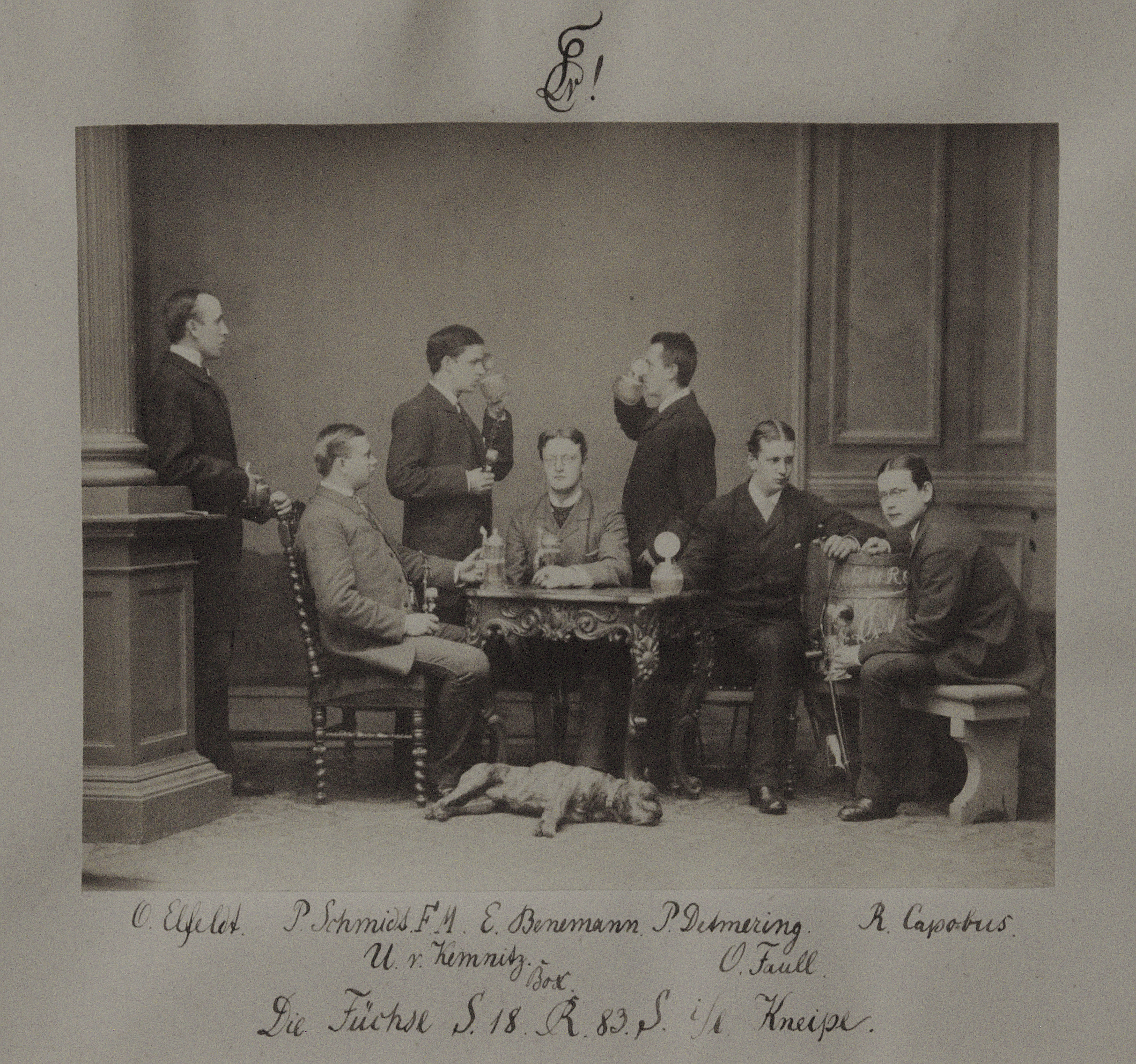
Gruppenfoto von Füchsen der Leonensia (1883)

Der studentische Ausdruck Kneipe ist um die Mitte des 19. Jahrhunderts in die deutsche Allgemeinsprache als Ausdruck für eine Gaststätte übernommen worden, in der hauptsächlich alkoholische Getränke ausgeschenkt werden.

## „Kneipe“ als Veranstaltung
Heute ist praktisch jede offiziell veranstaltete Kneipe einer Studentenverbindung eine vergleichsweise förmliche Abendveranstaltung, die meistens in einem Korporationshaus in einem dafür vorgesehenen Raum oder Saal abgehalten wird. Wenn die Teilnehmer keine speziell studentische Traditionskleidung („Vollwichs“, „Kneipjacke“, „Pekesche“, „Bergkittel“ etc.) tragen, wird ein dunkler Anzug mit Krawatte als dem Anlass angemessen betrachtet. Die Teilnehmer sitzen an zusammengestellten Tischen und trinken Bier – meistens bei Kerzenlicht. Bei Männerbünden findet die Kneipe meist als reine Herrenveranstaltung statt, bei Damenverbindungen meist als reine Damenveranstaltung und bei gemischten Studentenverbindungen im Beisein von Damen und Herren statt, wobei dies aber nicht automatisch Lebens- bzw. Ehepartner einschließt.
Bei den Katholisch-Österreichischen Studentenverbindungen sind bei Kneipen Damen und Gäste in der Regel willkommen, ausgenommen interne Veranstaltungen wie Trauerkneipe oder Landesvater.
Bei den meisten Verbindungen wird – oft mit viel Aufwand – ein Gästebuch geführt, in das sich alle Teilnehmer der Veranstaltungen eintragen.
Kneipen werden „geleitet“, das heißt, es gibt ein Präsidium, das in der Regel aus den drei Chargierten der veranstaltenden Verbindung besteht. Die eigentliche Leitungsfunktion wird aber nur vom ersten Chargierten ausgeübt. Er steht von Zeit zu Zeit auf und gebietet „Silentium“ (lat. „Ruhe“), woraufhin alle Beteiligten ihr Gespräch („Colloquium“) unterbrechen. Diese Gesprächspause nutzt der Leitende, um Studentenlieder singen, Gäste zu begrüßen und Reden halten zu lassen.

Übliche Sitzordnung auf einer kleineren Kneipe
Übliche Sitzordnung auf einer größeren Kneipe
Übliche Sitzordnung auf einem Festkommers

Um die Leitungsfunktion des Präsidiums zu unterstützen, ist in der Regel ein Grundmuster einer Sitzordnung vorgegeben. Beliebte Tischanordnungen sind die T-Form und die U-Form – je nach Teilnehmerzahl. Am Kopf der Tafel an einem quergestellten – meist besonders alten, aufwändig verzierten – Tisch sitzt das Präsidium – oft auf besonderen Stühlen. Dieser Teil der Tafel wird Präsid genannt. An den längeren Tischreihen, Zapfen genannt, sitzen die sonstigen Teilnehmer. An der gegenüberliegenden Seite der Tafel sitzt der Fuchsmajor, der für die Nachwuchsmitglieder, die „Füchse“ verantwortlich ist. Die Füchse sitzen dabei an seiner Seite. Der Fuchsmajor unterstützt den Präsid bei der Leitung der Kneipe, indem er beim Silentium mit aufsteht und das Einhalten der Gesprächspause durchzusetzen hilft. Das ist besonders bei größeren Veranstaltungen sinnvoll. Bei einigen Verbindungen heißt diese Funktion auch „Contrapräsid“ oder „Contrarium“.
Das Singen der Lieder wird durch Klavierbegleitung (auch „Biermusik“ oder „Bierorgel“ genannt) unterstützt, sofern ein Instrument vorhanden und ein fähiger Spieler anwesend ist. Wichtige Ausrüstungsgegenstände auf Kneipen sind die Kommersbücher, in denen die Liedtexte verzeichnet sind.
Die detaillierte Umsetzung der Kneipdurchführung variiert zwischen den Verbindungstypen. So unterscheiden sich die Kösener Corps wesentlich von den anderen schlagenden Verbindungen, und auch die nichtschlagenden/katholischen pflegen Besonderheiten.

### Bei schlagenden Verbindungen
Bei schlagenden Verbindungen gibt es in der Regel einen offiziellen und einen inoffiziellen Teil der Kneipe. Im offiziellen Teil, der in der Regel rund zwei Stunden dauert, werden die Gäste begrüßt, Reden gehalten und die etwas feierlicheren Lieder gesungen. Dabei ist es verpönt, aufzustehen, herumzugehen, die Plätze zu wechseln oder den Raum zu verlassen. Oft wird für den offiziellen Teil auch ein Rauchverbot ausgesprochen. Der offizielle Teil wird meist mit einem bestimmten Lied beendet, das für die jeweilige Verbindung eine besondere Bedeutung hat („Farbenlied“). Bei Burschenschaften wird dabei oft das Lied der Deutschen gesungen.
Im inoffiziellen Teil werden in der Regel keine Reden mehr gehalten, die Lieder sind lockerer. Teilweise werden Bierjungen getrunken. Die Sitzordnung löst sich auf, neue Gesprächskreise bilden sich.
Wenn dann am Ende des offiziellen Teils das Präsidium seinen Platz verlässt und die Teilnehmer ohne „Leitung“ weitertrinken, wird das bei einigen Verbindungen „Fidulitas“ oder „Bierdorf“ genannt.

### Bei nichtschlagenden katholischen Verbindungen

Kneipsaal des Katholischen Studentenvereins Arminia, Arminenhaus, Bonn (1900-heute)

Katholische/christliche Verbindungen zelebrieren typischerweise auch auf der Kneipe Formalismen, die bei anderen Verbindungsarten in Conventen oder im privaten Kreis gepflegt werden. Die Kneipe gliedert sich dazu zeitlich in ein Offiz, ein Inoffiz und (fakultativ) eine Fidulitas. In das am Anfang der Kneipe stehende Offiz fallen die Aufnahme von neuen Mitgliedern, Philistrierungen, die Prinzipienrede usw. Im darauffolgenden Inoffiz werden Gäste begrüßt, Grußworte gehalten sowie Biermimiken vorgetragen oder Brandungen und Zipfeltausch vollzogen. Im Anschluss daran folgt die Fidulität, Fidulitas oder Bierdorf; das ungezwungene Beisammensein zum Ausklang der Kneipe.
Auch sprachlich pflegen insbesondere die katholischen Korporationen einige Besonderheiten. So wird viel Latein und insbesondere viel Pseudolatein gesprochen („Ad hymnam“ als Aufforderung die Hymne zu singen, „Ad stropham“ für die nächste Strophe des Liedes, oder auch „Ein Schmollis omnibus cantoribus musicoque“). Historisch entstand dies als Verballhornung der als zu gestelzt wahrgenommenen Sitten der alteingesessenen schlagenden Verbindungen.
Mit der Zeit wandelte sich diese Einstellung aber, so dass diese speziellen und typischen Begriffe mit der Zeit ins allgemeine Brauchtum übergingen, das heute häufig weit aufwändiger ist als das der älteren Verbindungstypen.
Bei katholischen Verbindungen in Österreich werden Kneipen (außer Trauerkneipe und Landesvater) einheitlich mit dem Lied Gaudeamus igitur („Erstes Allgemeines“) eröffnet und mit Wenn wir durch die Straßen ziehen („Letztes Allgemeines“) geschlossen. In Letzterem eingebunden sind die Farbenstrophen der Verbindungen zur selben Melodie, oder zusammenfassend die Hymnen der Dachverbände. Die katholischen Verbindungen Deutschlands haben keine oder andere Konventionen bei der Liedwahl.
Kneipen von Korporationen verschiedener Dachverbände unterscheiden sich für Außenstehende nicht wesentlich; die jeweils Beteiligten nehmen zahlreiche größere oder kleinere Unterschiede wahr.

## Sonderformen der Kneipe
Eine besonders feierliche Variante der Kneipe ist der Kommers, der gern bei Stiftungsfesten oder anderen wichtigen Ereignissen wie Universitätsjubiläen veranstaltet wird. Kommerse können über 200 Teilnehmer haben. Meist hält ein prominenter Redner eine Festrede. Einen inoffiziellen Teil gibt es nicht. Es ist durchaus üblich, einen Kommers anlässlich eines großen Stiftungsfestes, das alle fünf Jahre abgehalten wird, mit einem feierlichen Landesvater zu beenden.
Kommerse haben im Gegensatz zu Kneipen oft auch einen demonstrativen Charakter. Sie werden gern zu Ehren von jemandem oder zum Gedenken an etwas gefeiert. So waren in der Kaiserzeit Kommerse zu nationalen Gedenktagen üblich, was das Bekenntnis der Studenten zum Staat sowie seinen Idealen und Zielen ausdrücken sollte. In Zeiten der Bedrängnis oder Unterdrückung werden Kommerse als Bekenntnis zu den studentischen Traditionen veranstaltet, zum Beispiel als Ausdruck des Widerstands gegen totalitäre Ansprüche des jeweiligen Staates. So wurden sowohl im Dritten Reich als auch zu Zeiten der DDR von inoffiziell existierenden Verbindungen illegal Kommerse abgehalten.
Als Kreuzkneipe (in der Schweiz auch Zweifarbenkneipe oder Zweifärber) wird eine Feier zweier freundschaftlich verbundener Studentenverbindungen bezeichnet, wobei sich die beiden Verbindungen im Präsidium abwechseln. Führen mehr als zwei Verbindungen bei einer solchen Kneipe das Präsidium, so wird diese Ringkneipe (Schweiz: Mehrfarbenkneipe oder Mehrfärber) genannt. Kneipen, bei denen Wein gereicht wird, bezeichnet man als Weinkneipen. Manche Männerbünde veranstalten Damenkneipen, bei denen weibliche Gäste eingeladen werden, denen zu gegebener Zeit auch die Leitung der Veranstaltung angetragen wird.
Eine besonders alte und schlichte, aber dabei auch ganz spezielle Form der Kneipe haben sich die deutschbaltischen Verbindungen bis 1939 an den Universitäten in Dorpat, Riga, Sankt Petersburg und Moskau erhalten. Diese Tradition wird heute noch von drei Verbindungen in Deutschland gepflegt. Diese Verbindungen haben zu Anfang des 19. Jahrhunderts die damals von den Corps gepflegten Sitten übernommen und als eine Art Traditionsinsel im Baltikum auf dem alten Stand bewahrt. Dabei sind einige landestypische Besonderheiten eingeflossen. So wird bei baltischen Kneipen ein Samowar mit Tee aufgestellt, Wodka getrunken und dazu Häppchen gereicht (Siehe dazu auch: Wodka-Konsum). Eine feste Sitzordnung ist dabei unbekannt. Der Leitende sitzt mitten unter den Teilnehmern. Diese Kneipen werden z. B. bei der Fraternitas Dorpatensis zu München im Semesterprogramm auch unter der Bezeichnung „Herrenabend“ ausgewiesen.
Eine andere Form des inoffiziellen Teils einer Kneipe kann eine Hochkneipe sein. Hierzu werden Tische zusammengerückt und auf diese Tische wiederum eine Tischreihe und Stühle ähnlich der Form einer kleinen Kneipe gestellt. Zumeist gibt es dann nur einen Studenten im Präsidium. Diese Hochkneipe wird dann in der „1. Etage“ durchgeführt.
Eine noch ausgefallenere Form der Kneipe ist die U-Boot-Kneipe, die in der Regel im Keller abgehalten (geschlagen) wird. Dabei wird kaum Wert auf eine Sitzordnung und Tische bzw. Stühle gelegt, da die räumlichen Begebenheiten dies oft stark beeinträchtigen oder verhindern.
Auch erfreuen sich sogenannte Spontankneipen, besonders an ausgefallenen Orten, großer Beliebtheit. So werden Spontankneipen mitunter an öffentlichen Plätzen, in Treppenhäusern, auf Dächern, in Flüssen oder an anderen Orten gefeiert.

## Vorgeschichte: Geleitete Trinkveranstaltungen

### Altertum

Griechisches Symposion ca. 500 vor Christus

Geleitete, ritualisierte Trinkveranstaltungen mit alkoholischen Getränken sind offensichtlich eine speziell europäische Erfindung. In das Licht der Geschichte treten sie zum ersten Mal im antiken Griechenland in Gestalt des so genannten Symposions, eines ursprünglich religiös motivierten Gastmahls. Aus dem alten Ägypten oder dem Vorderen Orient sind derartige Veranstaltungen nicht bekannt.
In Griechenland wird im Laufe der Zeit aus einem frommen Gastmahl eine beliebte Unterhaltungsveranstaltung gehobener Kreise. Typisch für das Symposion ist der Leiter, der Symposiarch genannt wird, und gewisse Rituale und Regularien, die eingehalten werden müssen. Neben künstlerischen Darbietungen spielen geistreiche Gespräche bis hin zur Erörterung philosophischer Fragen eine bedeutende Rolle. In Platons Werk „Symposion“ tritt Sokrates als Symposiarch auf, der erst das Mischungsverhältnis von Wein und Wasser festlegt und dann seine Mittrinker mit philosophischen Fragen konfrontiert.
Auch von Xenophon ist ein Werk namens „Symposion“ überliefert, in dem ebenfalls die Trinkveranstaltung einer Herrenrunde beschrieben wird.
In seinem letzten Werk Nomoi (deutsch: „Gesetze“) führte Platon detailliert aus, dass streng geleitete Trinkgelage nach dem Muster des in Athen geübten Symposion die Selbstbeherrschung der Menschen übten und damit für die Entwicklung eines von ihm ausgearbeiteten Idealstaates förderlicher seien als die vollkommene Alkohol-Abstinenz und Nüchternheit, wie sie in Sparta zur Aufrechterhaltung der militärischen Kampfkraft geübt wurde. Die Enthaltsamkeit erhalte zwar die Körperkraft, aber durch das Training der Selbstbeherrschung werde der Geist gestärkt, was insgesamt dem Staat nützlicher sei.
Im antiken Rom wurde diese Sitte übernommen. Hier fand die so genannte comissatio, das Trinkgelage, nach dem convivium, dem eigentlichen Gastmahl statt. Leiter war hier der arbiter bibendi („Trinkschiedsrichter“), der magister bibendi („Trinkmeister“) oder einfach der rex („König“), der für die Einhaltung der strengen Trinkregeln zu sorgen hatte. Hierbei orientierte man sich offensichtlich noch nach den in Griechenland entwickelten Prinzipien, man trank nach dem mos graecus, der griechischen Sitte.
Kernpunkt war auch hier, dass sich derjenige, der sich zu der Gemeinschaft der Trinker gesellen wollte, auch den Regeln zu unterwerfen hatte, damit das sozialverstärkende Element dieser Rituale auch funktionierte. Cicero brachte es mit einem Satz auf den Punkt: Aut bibat aut abeat (deutsch: „Er möge trinken oder weggehen.“).
Martial und Horaz erwähnten diese Trinkregeln in ihren Dichtungen, Horaz allerdings eher ablehnend. Die Entartung in der späteren Kaiserzeit zeigte Petronius in seinem Werk Cena Trimalchionis („Das Gastmahl des Trimalchio“), in dem sich der neureiche Freigelassene Trimalchio wahllos Schnorrer von der Straße einlädt, um sich vor ihnen mit einem verschwenderischen Gastmahl seines Reichtums zu brüsten.
Der Altertumswissenschaftler Joachim Marquardt beschrieb diese römischen Trinkregeln im Band 7 (Das Privatleben der Römer) seines Werkes Handbuch der römischen Altertümer 1886 unter Verwendung der Begriffe des studentischen Biercomments seiner Zeit:

„Das eigentliche Trinken begann erst nach dem Essen, und zwar entweder beim Nachtisch oder erst später abends. Man trank dabei More Graeco, das heißt nach einem bestimmten Comment; es wurden Kränze und Salben verabreicht und ein Praeses, magister bibendi, arbiter bibendi, rex, erwähnt.

Es wurde der Reihe nach herumgetrunken, so dass man von oben oder auch von einer beliebigen Person anfängt; der Magister, welcher durch Würfel bestimmt wurde, schrieb die Mischung des Weins und das Maß, welches getrunken werden sollte, vor. Da es auf starkes Trinken abgesehen war, so mischte man … den Wein mit Wasser …

Das Charakteristische des Trinkgelages ist nun, dass man eine bestimmte Anzahl von Krügen auf einmal austrinkt, und hierfür ist der technische Ausdruck. … ad numerum bibere … Man trinkt mit den Gemäßen entweder einem anderen zu, dem man den Becher hinreicht, worauf jener ihn dann ganz leeren muss, oder man bringt einen Trinkspruch oder eine Gesundheit aus, bei welcher soviele Gemäße erfordert werden, als der Name der gefeierten Person Buchstaben enthält; hauptsächlich kommt es immer darauf an, in einem Zuge und ohne abzusetzen den Becher so zu leeren, daß kein Tropfen zurückbleibt.“

Unter Beziehung auf die antiken Traditionen hat sich das Corps Symposion in Wien (ursprünglich Akademischer Geselligkeitsverein Symposion) im Jahre 1886 nach dem griechischen Trinkgelage benannt.

### Christentum und Frühe Neuzeit

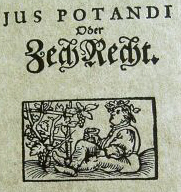
Blasius Mulitbibus, Jus Potandi, 1616

Das sich im Römerreich ausbreitende Christentum zeigte in seiner Eucharistiefeier auch den Ansatz zu einer religiös motivierten, von einem Meister geleiteten Ess- und Trinkveranstaltung. So wurde die Heilige Messe von der Jerusalemer Urchristengemeinde noch im Rahmen eines gemeinsamen Sättigungsmahls gefeiert. Der Apostel Paulus hörte jedoch bald von Entartungen der Gemeinde in Korinth, wo offensichtlich jeder seine eigenen Speisen und Getränke mitbrachte und sie für sich verzehrte, anstatt mit den Bedürftigen zu teilen und gemeinsam zu verzehren:
Denn ein jeder nimmt beim Essen sein eigenes Mahl vorweg, und der eine ist hungrig, der andere ist betrunken.
Paulus wies die Gemeinde an, das Sättigungsmahl in Zukunft Familie für Familie allein zu Hause einzunehmen. Die Eucharistie wurde zum Ritual innerhalb des Gottesdienstes und nahm eine gänzlich andere Entwicklung als das antike Symposion.
Als durch Renaissance und Reformation knapp anderthalb Jahrtausende später der Einfluss der katholischen Kirche in weiten Teilen Europas zurückgedrängt wurde und das Interesse an der Antike wiedererwachte, zeigten sich auch wieder erste Ansätze von geleiteten Trinkveranstaltungen. So stammen erste Berichte von „Trinkerreichen“ aus dem 16. Jahrhundert.
Im Jahre 1616 erscheint in Leipzig die deutsche Bearbeitung des ursprünglich in London verlegten Buches Jus Potandi („Zechrecht“ oder „Trinkrecht“). Der Autor Richard Brathwaite (1588–1673) tritt dabei unter dem Pseudonym Blasius Multibibus („Vielsauf“) in Erscheinung.
Die deutsche Ausgabe Jus Potandi Oder ZechRecht hatte den Untertitel Darinnen von Ursprung, Gebräuchen, und Solenniteten, so wol auch von der Antiquitet, Effect und Wirckung des Zeichens und Zutrinckens, Auch was darinnen etwain sonsten vor Streitigkeiten verlauffen, so noch zur Zeit nicht decidirt, gar artig, und jetzige Welt Lauff nach, sehr lustig discurrirt wird.
Der erste Bericht eines „Papstspiels“ stammt von 1644, das ritualisierte Trinkspiel „Fürst von Thoren“ ist 1697 zum ersten Mal belegt. Siehe auch: Bierstaat.

### Die geleitete Privateinladung im 18. Jahrhundert

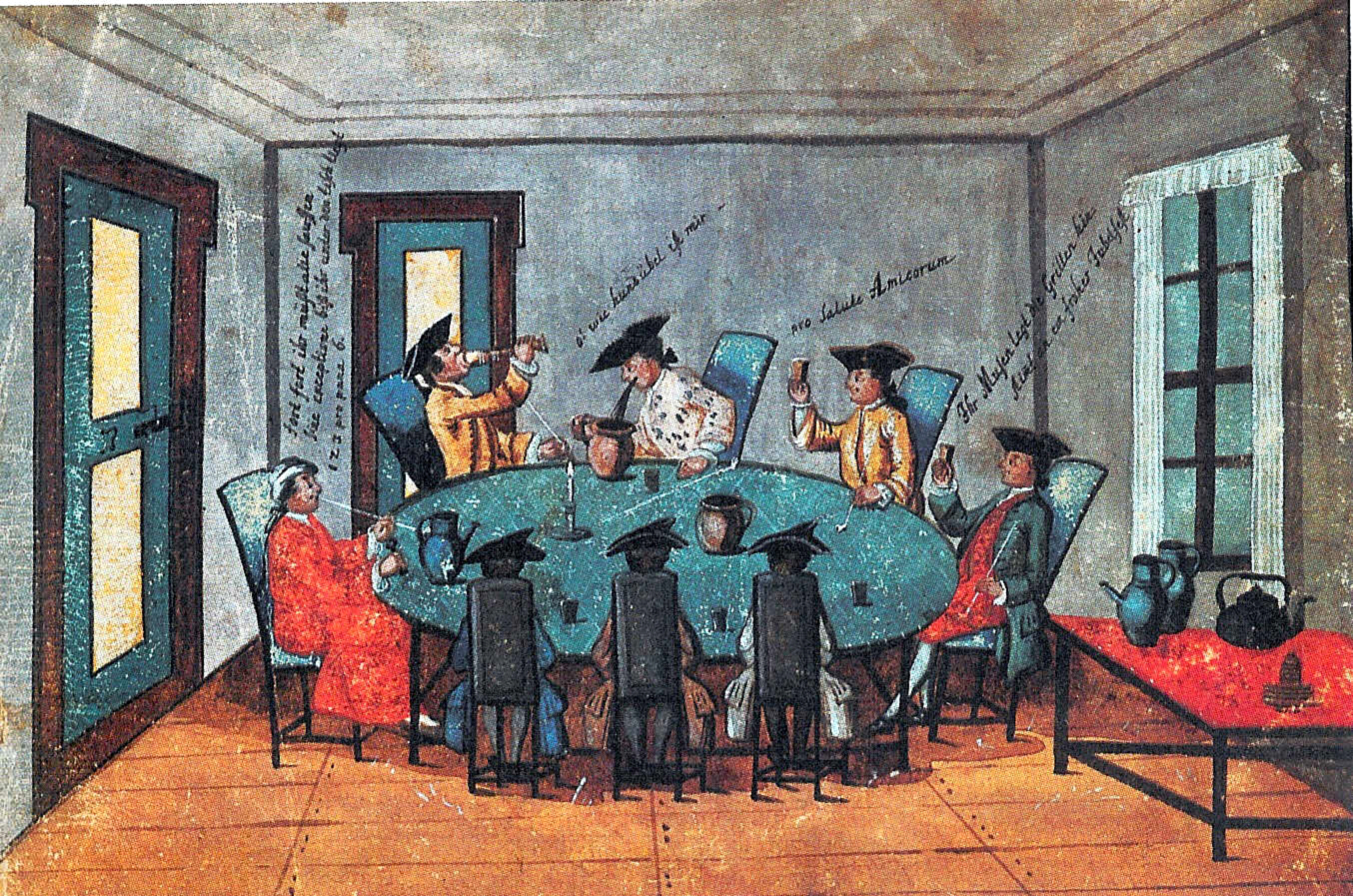
Hospitium in Jena, Stammbuchmalerei um 1750

Im 18. Jahrhundert war eine studentische gesellige Veranstaltung namens Hospitium oder Schmaus an deutschen Universitäten üblich. Es gab diese Veranstaltungen sowohl in der Form einer privaten Einladung eines Studenten an seine Kommilitonen als auch als offizielle Repräsentationsveranstaltung der damaligen landsmannschaftlichen Zusammenschlüsse der Studenten.
Bei privaten Veranstaltungen wurde in die Unterkunft eines der Studenten eingeladen. Hier wurden die Gäste von dessen Wirtsleuten bewirtet. Dabei bestimmte der Gastgeber, was jeder zu trinken hatte. Als Zeichen seiner Würde trug er einen Hausmantel. Als weiteres Abzeichen diente der Hausschlüssel, den er in der Hand hielt, oder auf dem Tisch vor sich liegen hatte, wie aus Darstellungen des 18. Jahrhunderts ersichtlich ist.
Schriftliche Regeln des Hospitiums sind erhalten. So erschien 1747 anonym das Werk Das Hospitium oder Richtiger Beweis aller bey dem Hospitio üblichen Rechte und Gewohnheiten.

## Entstehung und Entwicklung der studentischen Kneipe im 19. Jahrhundert

### Kneipe als Gemeinschaftsveranstaltung

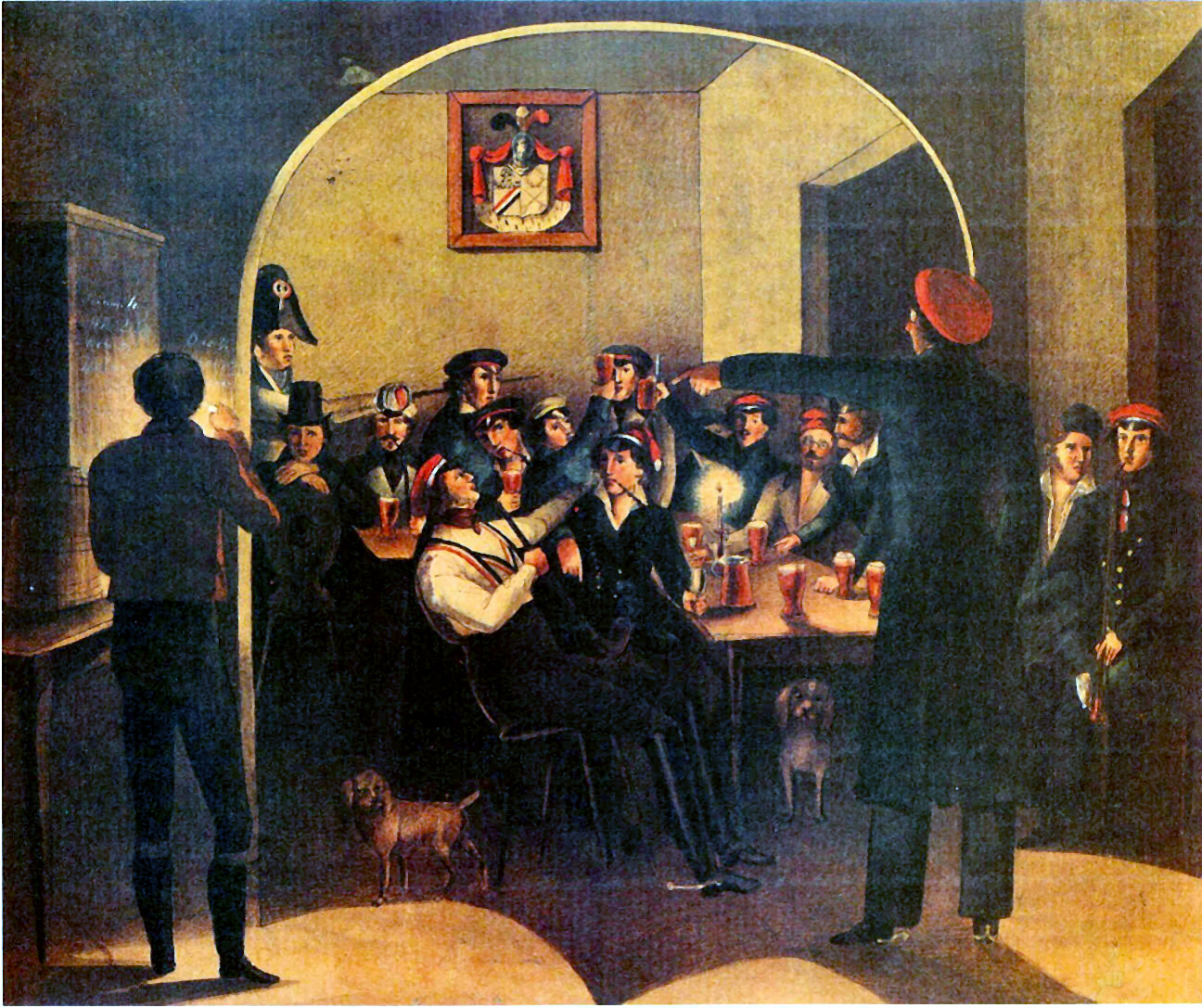
Kneipe des Corps Suevia Tübingen um 1815

In dem Buch des 1811 immatrikulierten Göttinger Corpsstudenten Daniel Ludwig Wallis aus dem Jahre 1813 über das Leben an der Göttinger Universität findet man folgende Erläuterung des Begriffs „Kneipe“:

„Kneipe heißt nicht nur jedes Wirthshaus, sondern auch jedes Zimmer. „Eine fidele Kneipe“ heißt: ein freundliches Zimmer, und auch ein gutes Wirthshaus. Auch wird Kneipe gleichbedeutend mit „Zeche“ gebraucht: „das ist mir eine theure Kneipe gewesen!“

Die später „Kneipe“ genannte Veranstaltung wird bei Wallis noch „Commersch“ (siehe dazu Kommers) genannt:

„Commersch ist eine Vereinigung froher Zechbrüder zu einem gemeinschaftlichen Trinkgelage. Die Gesellschaft nimmt an einer langen Tafel Platz; oben und unten sitzt ein Praeses, der das Geschäft des Vorsängers hat, und den Takt mit dem Hieber oder Ziegenhainer auf dem Tische dazu schlägt. Sobald ein Lied beendigt ist, diktiren die Praesides denen, welche sich während des Gesanges nicht gebührend aufgeführt haben, Strafen, die im Trinken bestehen; worauf dann von den Praesides ein Colloquium verordnet wird, vermöge dessen Jeder sich von seinem Sitze erheben kann. Sobald aber das: „ad loca!“ erschallet, eilet Jeder seinem Platze zu, beym Rufe „Silentium!“ muß Alles mäuschenstill seyn; der Gesang beginnt von neuem. Das feyerlichste Lied ist der Landesvater.“

Im frühen 19. Jahrhundert suchten sich die neu entstandenen Verbindungen Gaststätten, wo sie unter sich, also quasi zu Hause, in ihrer „Kneipe“, waren, und die Bezeichnung wurde auf die gemeinsame abendliche Veranstaltung übertragen, an denen alle Mitglieder ohne besondere Einladung teilnahmen. Dabei leitete dann der Senior als Hausherr die Veranstaltung.
So bestimmten die Statuten des Corps Suevia Tübingen in der Fassung aus dem Jahre 1819:

„Ein jedes Mitglied sey beflissen, in den Erholungsstunden soviel als Möglich zu gegenseitigen Erheiterungen beyzutragen, daher ermahnt wird, die Corpskneipe zur gewöhnlichen Stunde zu besuchen und nicht zerstreut in anderen hiesigen Kneipen sich aufzuhalten. Dabey wird noch jedem ernstlich aufgegeben, nie große Pumpen aufzuschlagen. Sie sollen eine vom Convent festgesetzte Summe nicht übersteigen. Durch das Ehrenwort ist jeder verpflichtet, Schulden an den Corpskneipier zu bezahlen.“

Zu Beginn des 19. Jahrhunderts hatte sich also eine verbindlichere Form der selbstverwalteten studentischen Zusammenschlüsse gebildet, die auf gemeinsame Freizeitgestaltung – zumindest in den Abendstunden – Wert legte und die durch basisdemokratische Conventsbeschlüsse positiven Einfluss auf das Verhalten der Studenten am Universitätsort zu nehmen versuchte. Die Entstehung dieser frühen Corps markiert die Entstehung des Verbindungsstudententums im heutigen Sinne. Die Kneipe als in der Gruppe organisierte studentische Veranstaltung spielte dabei eine große Rolle.

### Die Kneipe als formelle Repräsentationsveranstaltung

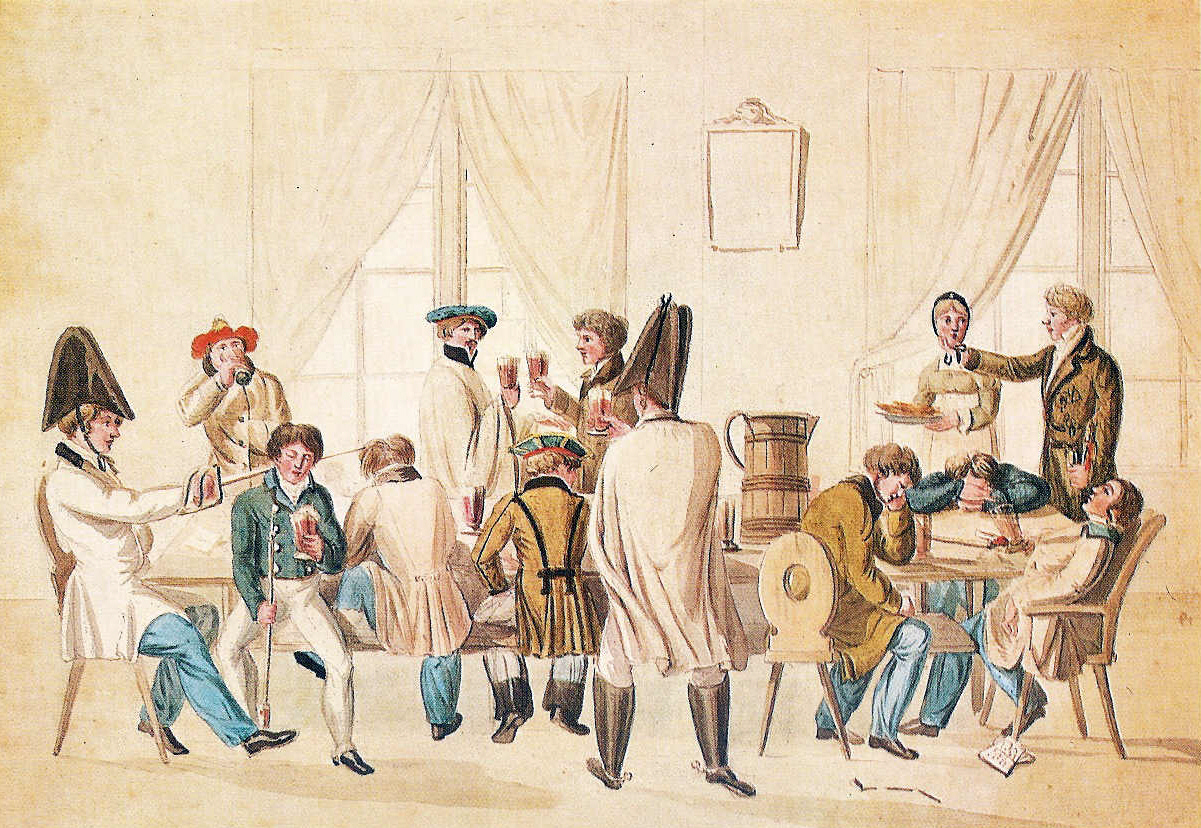
Studentische Kneipszene um 1810

Im weiteren Verlauf des 19. Jahrhunderts bildeten sich auf dem Gebiet des Deutschen Bundes weitere Regularien bei der Durchführung abendlicher Trinkveranstaltungen. Der Formalismus wurde zunehmend komplexer. Es entwickelte sich eine spezielle Kultur, wobei sich einzelne Verbindungen, aber auch die sich im Laufe des Jahrhunderts unterschiedlich entwickelnden Verbindungstypen eigene Besonderheiten hervorbrachten.
Nur im Baltikum (Dorpat, Riga, aber teilweise auch in Moskau und Sankt Petersburg) wurde bis 1939 die alte, ungezwungenere Form vom Anfang des 19. Jahrhunderts beibehalten, was vereinzelt noch bis heute von baltischen Verbindungen in Deutschland gepflegt wird.
In der Habsburger Monarchie wurde durch das Metternich'sche Unterdrückungssystem die Entwicklung einer studentischen Verbindungskultur stark behindert, so dass hier erst in der zweiten Hälfte des 19. Jahrhunderts wesentliche Elemente aus anderen deutschen Staaten übernommen wurden. Das betraf vor allem die Universitäten Wien, Graz, Innsbruck, Prag und Brünn, ab 1875 auch Czernowitz.
Die Kneipe als abendliche Trinkveranstaltung wurde die wesentliche, zentrale Veranstaltung des Verbindungslebens. Noch heute äußert sich die Persönlichkeit einer Verbindung vor allem in der Ausstrahlung, die eine von ihr veranstaltete Kneipe auf Verbindungsmitglieder und Gäste hat.
Das war auch eine der Triebfedern im frühen 19. Jahrhundert: Die Kneipe als Repräsentationsveranstaltung der Verbindung. Zunehmend kam es in Gebrauch, dass Vertreter befreundeter Verbindungen aus anderen Universitätsstädten zu Gast waren. Auch kamen immer öfter ehemalige Studenten an den Studienort zurück, um mit ihrer alten Studentenverbindung gemeinsam zu feiern, die später so genannten „Alten Herren“. Das erforderte jetzt formelle Begrüßungen auf der Kneipe, die oft mit Zutrünken verbunden waren. Als besonders feierliche Form des Zutrinkens entwickelte sich der Schoppensalamander.
Diese Besuche stellten wiederum besondere Ereignisse dar, die in Kneipreden gewürdigt werden mussten. So ist bis heute die Rede eines Alten Herren (oft des Vorsitzenden des Altherrenvereins) Standardelement einer Kneipe. Neben den Begrüßungs- und Bedankungsformeln kam es zunehmend auf gesellschaftspolitischen und/oder wissenschaftlichen Inhalt der Reden an. Wobei im zeitlichen Verlauf der Kneipe zu vorgerückter Stunde eher die unterhaltenden Elemente in den Vordergrund traten.
Bei einigen jüngeren Verbindungen entstanden aus witzigen Redebeiträgen die so genannten „Biermimiken“ oder der „Fuchsen-Ulk“. Dabei können – oft von jüngeren Mitgliedern – humorvolle Gedichte oder Parodien vorgetragen werden, bis hin zu szenischen Vorführungen, quasi als „gespielter Witz“. (Siehe dazu auch: Bierstaat)
Ebenfalls im 19. Jahrhundert entwickelte sich die besonders förmliche und feierliche Veranstaltungsform des Kommerses. Ein Kommers wird nur zu seltenen Festlichkeiten veranstaltet und hat in der Regel deutlich mehr Teilnehmer als eine Kneipe. Er hat auch keinen inoffiziellen Teil. Hierzu wird in der Regel eine prominente Persönlichkeit als Festredner eingeladen, die an einem eigenen Rednerpult und nicht einfach am Biertisch steht.

Kneipszenen des frühen 19. Jahrhunderts
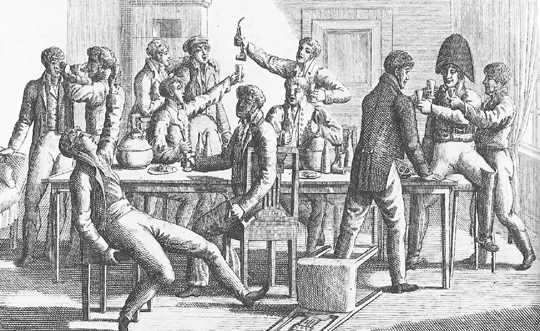
Göttinger Kneiperei 1816
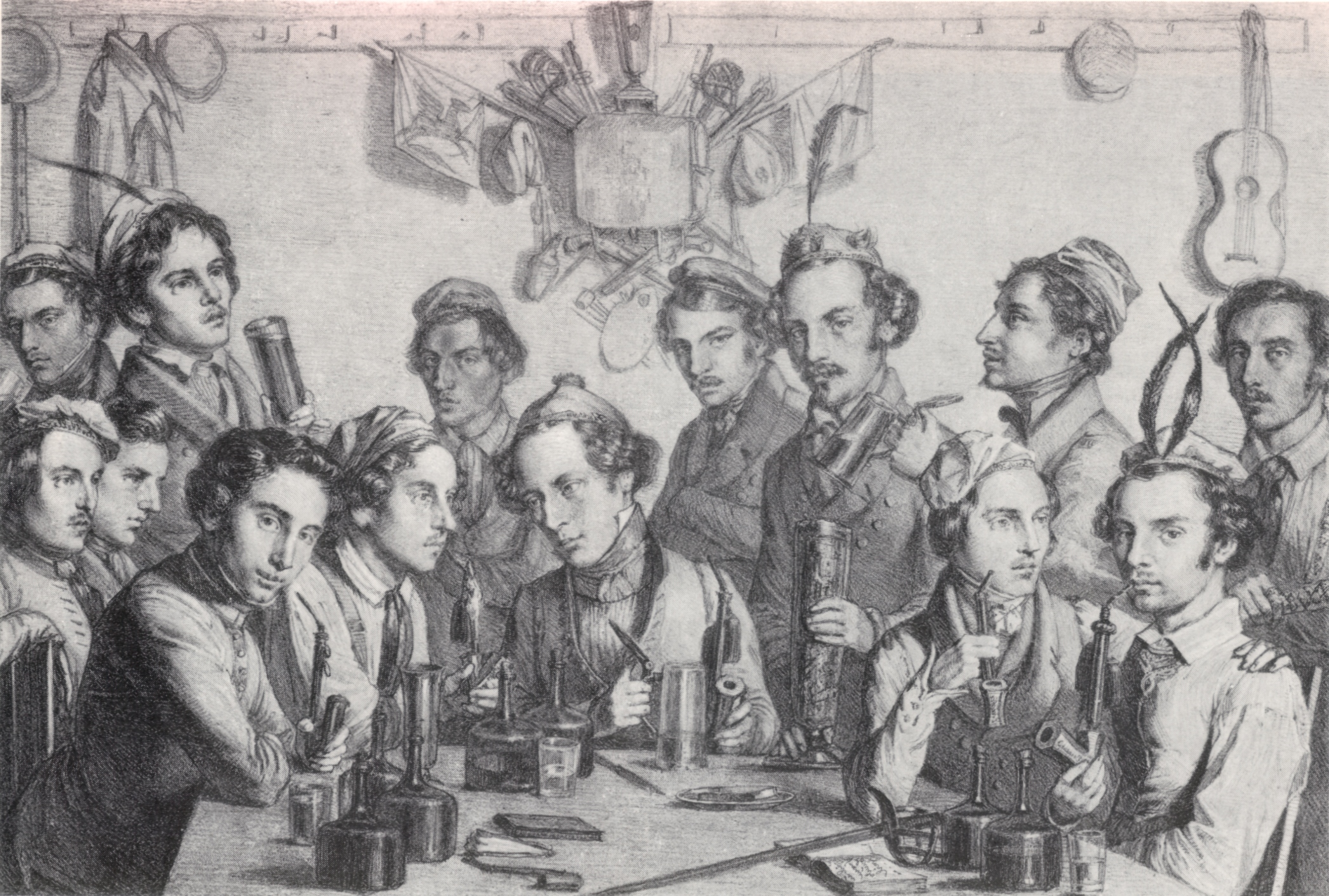
Lithographie von 1822
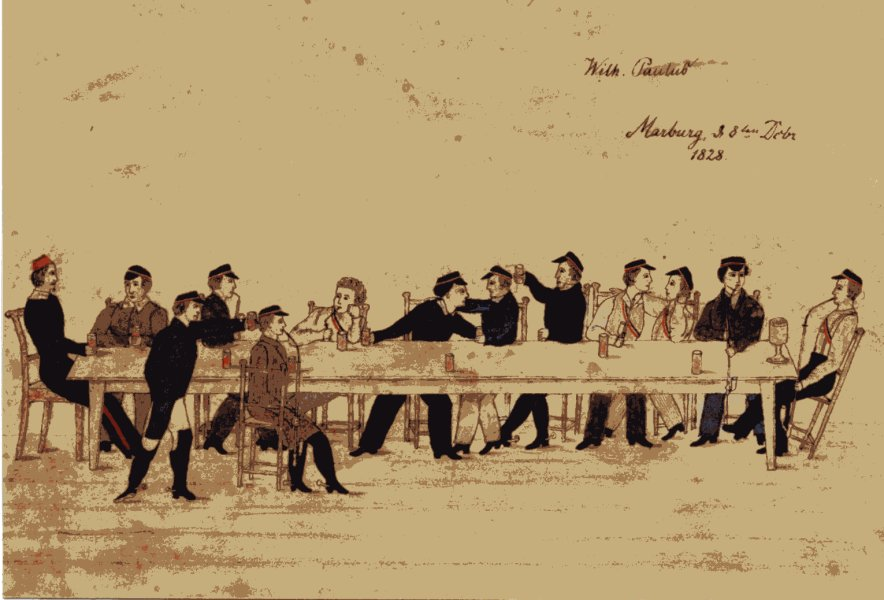
Kneiptafel Marburger Burschenschafter 1828

### Kneipdisziplin: Kneipe als Erziehungsmittel
Während es in der ersten Hälfte des 19. Jahrhunderts noch vor allem darauf ankam, im Gegensatz zu den ausgelassenen Veranstaltungen des 18. Jahrhunderts der Veranstaltung Würde und Ernsthaftigkeit zu verleihen, stand im weiteren Verlauf der zweiten Hälfte des 19. Jahrhunderts ein weiterer Aspekt im Vordergrund. Durch die Aufhebung der Karlsbader Beschlüsse 1848 waren die Verbindungen keine verbotenen Geheimgesellschaften wilder Jugendlicher mehr, sondern entwickelten sich zu etablierten Einrichtungen der außerfachlichen Erziehung des akademischen Nachwuchses. Besonders in der Kaiserzeit verließ sich die Gesellschaft darauf, dass die Verbindungen dafür sorgten, dass die jungen Studenten die Grundbegriffe des gesellschaftlichen Umgangs, der Etikette und der Selbstbeherrschung verinnerlichten.
Die Kneipe spielte dabei eine besondere Rolle. Hier kam es darauf an, die Formen einzuhalten und – besonders unter Alkoholeinfluss – niemals aus der Rolle zu fallen. Die ständige Herausforderung, die eigene Verbindung zu repräsentieren und öfter auch mal unvorbereitet als Gast eine Rede halten zu müssen, förderte die rhetorische Übung und die geistige Regsamkeit der Nachwuchsakademiker. Die Erziehungsfunktion der Kneipe wurde in den verbindungsstudentischen Veröffentlichungen gerade in der Kaiserzeit regelmäßig explizit hervorgehoben.
Für diese Auffassung gab es bereits antike Vorbilder. So führte Platon in seinem letzten Werk Nomoi (deutsch: „Gesetze“) aus, dass streng geleitete Trinkgelage die Selbstbeherrschung der Menschen übten und damit für die Entwicklung eines von ihm ausgearbeiteten Idealstaates förderlich seien. Diese Konzeption war den humanistisch gebildeten Studenten des 19. Jahrhunderts ausreichend bekannt.

### Biercomment: Trinken als sozialverstärkendes Ritual

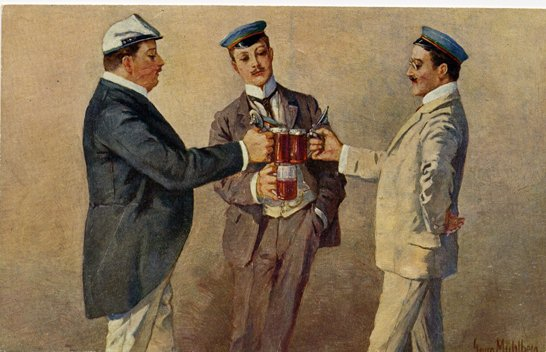
„Bierduell“ von Georg Mühlberg (1863–1925): Trinkspiele wie Bierjungen sind traditionell eher etwas für den inoffiziellen Teil einer Kneipe

Als sich um das Jahr 1800 die ersten Corps gründeten, die ältesten Verbindungen im heutigen Sinne, versuchten sie das Leben der Studenten intern durch ihre Constitutionen und verbindungsübergreifend für die gesamte Universität durch SC-Comments zu regeln. Der Senioren-Convent (SC) erließ Bestimmungen, wie sich die Studenten „sozialverträglich“ zu verhalten hatten; die Regelungen zur Austragung von Duellen spielten eine große Rolle.
Diese Comments prägten das Leben an den deutschen Universitäten in den folgenden Jahren. Schon bald entstanden aber auch Parodien am Biertisch. Der Bier-Comment verulkte den SC-Comment. Aus der Strafe des SC-Verrufs wurde der Bierverschiss, aus dem Ehrengericht wurde das Biergericht, aus dem Ehrenwort das Bierwort. Die formalisierte Standardbeleidigung „dummer Junge“ wurde zum Bierjungen.
Auch Biercomments wurden bald schriftlich festgelegt. Der älteste erhaltene Biercomment stammt aus Tübingen und datiert in das Jahr 1815. Biercomments regelten weniger die Organisation einer Kneipe als Ganzes, sondern das Verhalten der einzelnen Trinker untereinander. Bei der Abfassung der Biercomments ging man davon aus, dass das „commentgemäße Getränk“ (in der Regel Bier, in der Frühzeit noch oft Wein) nie alleine getrunken wird, sondern nur gemeinsam. Wenn jemand auf das Wohl eines anderen trinkt, ist darauf zu achten, dass aus Gründen der Höflichkeit dieser Zutrunk auf jeden Fall erwidert werden muss. Aus diesen Grundregeln entwickelten sich schnell eine Reihe von Spielchen, die zum „feucht-fröhlichen Verlauf“ einer Kneipe beitrugen.
Auf diesen erwähnten Grundregeln fußt auch der bis heute bestehende Eindruck Außenstehender, dass es auf Kneipen einen Trinkzwang gebe. Dies stimmt dahingehend, dass einem Teilnehmer nach dem Biercomment schon vorgeschrieben wurde, wann er wie viel aus welchem Grund zu trinken hatte. Es gab aber auch andererseits Gründe, die davon befreiten. So konnte sich jeder, der sich zum Trinken nicht in der Lage sah, „bierkrank“ melden. Das war bereits in Jena 1815 verbrieft. Hier konnte man auch „wegen Kanone“, also aufgrund von erreichter Trunkenheit, vom Trinken Abstand nehmen.
Da die Fröhlichkeit natürlich auch öfter exzessive Ausmaße angenommen hatte, gab es bald die ersten Gegenbewegungen. Die entstehenden christlichen Studentenverbindungen bekannten sich nun häufig zum so genannten Mäßigkeitsprinzip, welches einen übermäßigen Alkoholkonsum aber auch andere Ausschweifungen der damaligen Studenten ablehnte.
Was in der ersten Hälfte des 19. Jahrhunderts als Spaß begonnen hatte, wurde in der zweiten Hälfte des Jahrhunderts immer ernster. In der Kaiserzeit wurde der Biercomment fester Bestandteil des offiziellen Comments einer Verbindung. Ein konsequentes Verstoßen gegen den Biercomment konnte die Entlassung aus der Verbindung zur Folge haben, da von einem Betroffenen angenommen werden musste, dass er nicht die von der damaligen Gesellschaft geforderte Integrationsfähigkeit in ein streng reglementiertes Gesellschaftssystem aufwies.
Im Jahre 1899 erschien Reclams allgemeiner deutscher Biercomment, der erstmals versuchte, die damals in jeder Universitätsstadt unterschiedlichen Biercomments zusammenzufassen und zu vereinheitlichen.

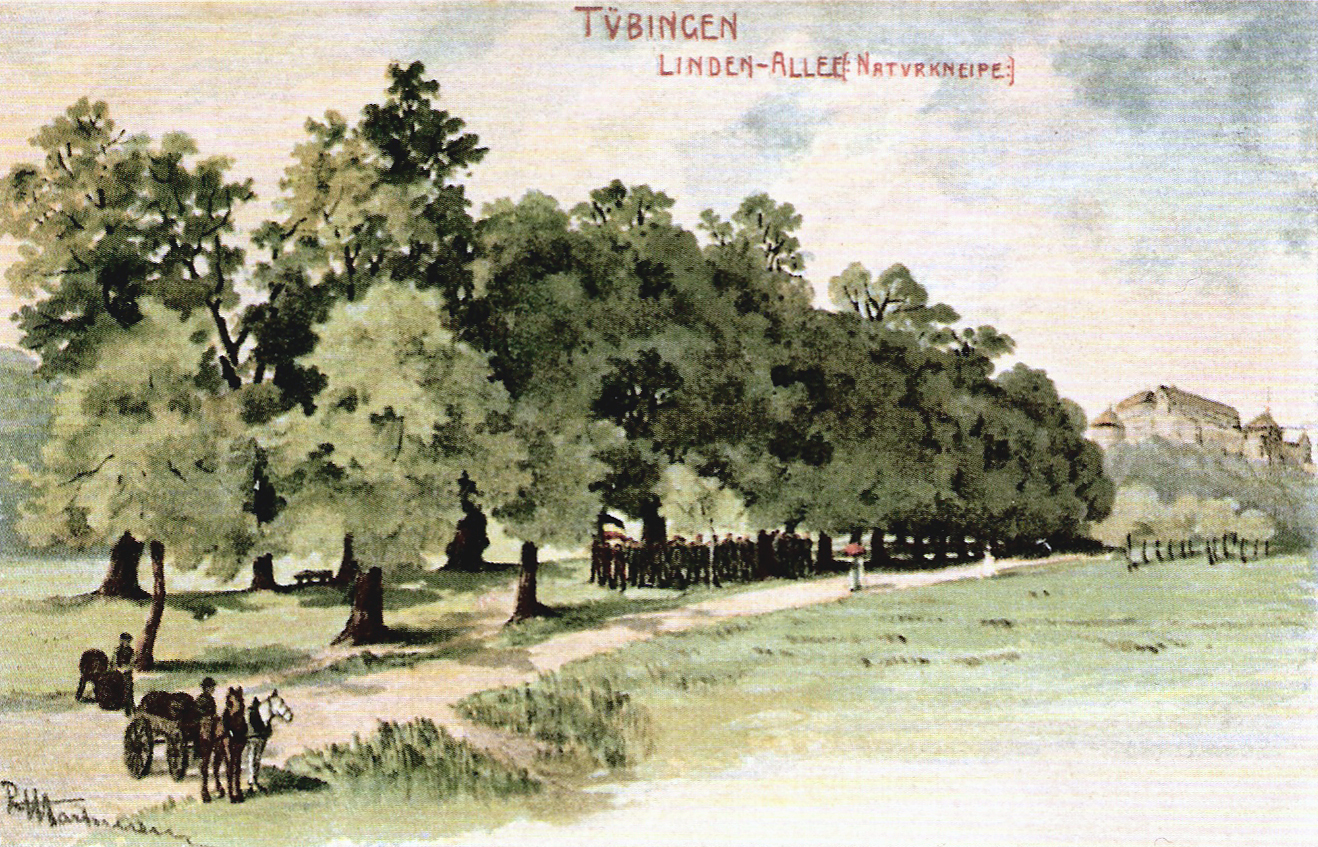
Naturkneipe in der Tübinger Lindenallee

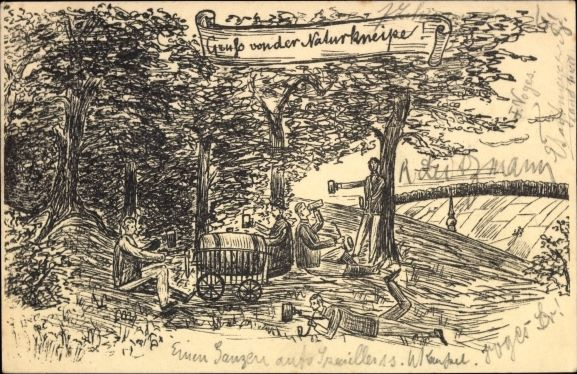
Gruß von der Naturkneipe

Aber spätestens seit dem Aufkommen der Jugendbewegung 1896 begann der gesellschaftliche Konsens hinsichtlich des Alkoholkonsums junger Männer zu bröckeln. „Gesundes Leben“ und „Zurück zur Natur“ waren die Stichworte der neuen Bewegung. Alkoholkonsum wurde nicht mehr von allen gesellschaftlichen Gruppen als natürlich und unverzichtbar betrachtet. Zum gleichen Zeitpunkt entstanden auch erste Zusammenschlüsse von Studenten (Freistudentenbewegung), die sich nicht an die alten Traditionen der Verbindungen anlehnten und eine Vertretung der Studenten unabhängig von Korporationen forderte. Seit dieser Zeit gab es Alternativen zum bisher als „typisch“ erachteten Studentenleben.

„Wie viel verdriessliche Schwere, Lahmheit, Feuchtigkeit, Schlafrock, wie viel Bier ist in der deutschen Intelligenz! Wie ist es eigentlich möglich, dass junge Männer, die den geistigsten Zielen ihr Dasein weihn, nicht den ersten Instinkt der Geistigkeit, den Selbsterhaltungs-Instinkt des Geistes in sich fühlen — und Bier trinken? … Der Alkoholismus der gelehrten Jugend ist vielleicht noch kein Fragezeichen in Absicht ihrer Gelehrsamkeit — man kann ohne Geist sogar ein grosser Gelehrter sein —, aber in jedem andren Betracht bleibt er ein Problem. — Wo fände man sie nicht, die sanfte Entartung, die das Bier im Geiste hervorbringt! Ich habe einmal in einem beinahe berühmt gewordnen Fall den Finger auf eine solche Entartung gelegt — die Entartung unsres ersten deutschen Freigeistes, des klugen David Strauss, zum Verfasser eines Bierbank-Evangeliums und „neuen Glaubens“uchte Schose! … Nicht umsonst hatte er der „holden Braunen“ sein Gelöbniss in Versen gemacht — Treue bis zum Tod …“

### „Kneipe“ als Räumlichkeit

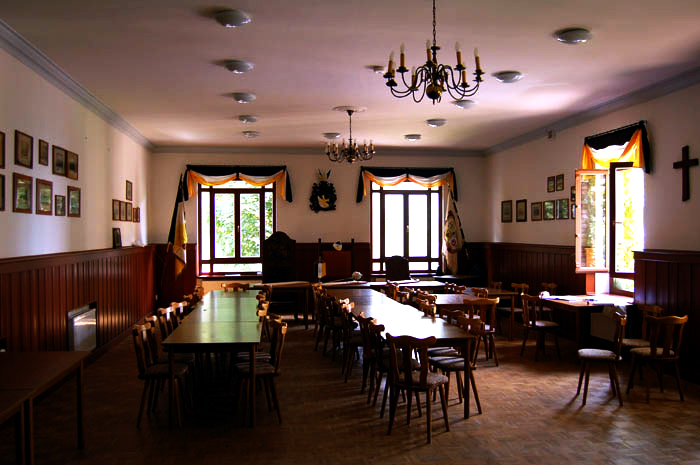
Kneipsaal des Hallenser Wingolf

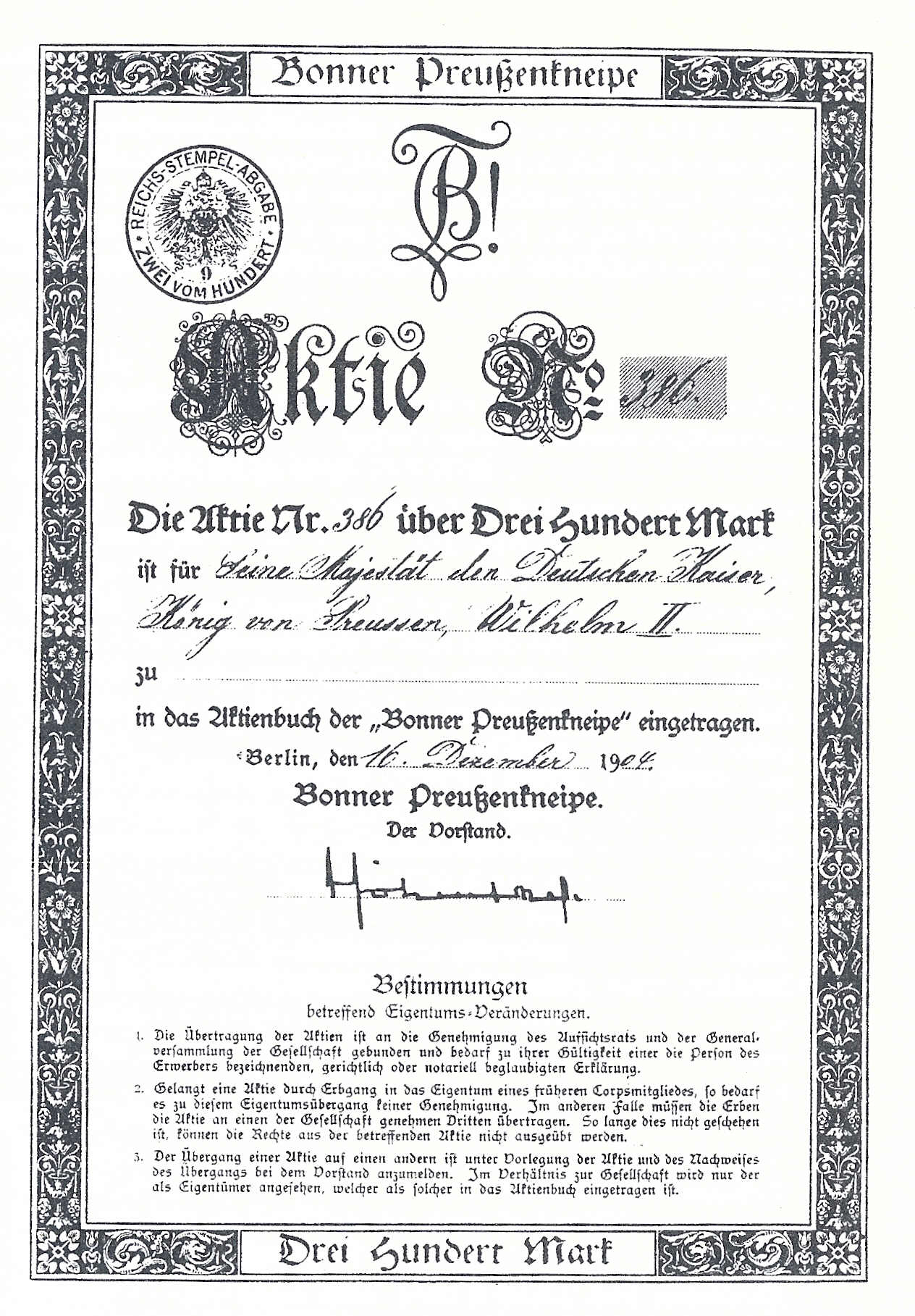
Aktie der „Bonner Preußenkneipe“ über „Drei Hundert Mark“, gezeichnet von Kaiser Wilhelm II. (Text auf Wikisource)

In der zweiten Hälfte des 19. Jahrhunderts kam mit der zunehmenden Etablierung der Verbindungen und der Einbindung der Alten Herren in das Verbindungsleben der Wunsch nach einer eigenen Räumlichkeit auf, in der die jeweilige Verbindung unter sich war und sich nicht mit fremden Gastwirten auseinandersetzen musste. Die ältesten Quellen sprechen von einem „Heim“, was man sich bauen wolle, oder von einer eigenen „Kneipe“.
Ab den 1880er Jahren entstanden bis etwa 1912 die meisten Verbindungshäuser Deutschlands, in denen die Räumlichkeiten für Feiern und andere Veranstaltungen die Architektur dominierten. In dieser Zeit spezialisierten sich manche Architekturbüros geradezu auf den Bau von Verbindungshäusern, was dazu führte, dass sich manche ortstypischen Stile entwickelten, die die Handschrift des örtlichen Architekten trugen. Natürlich stellten Verbindungen damals andere Anforderungen an die Struktur eines Gebäudes als eine gutbürgerliche Familie.
So ist in manchen Verbindungshäusern, die zu diesem Zweck gebaut wurden, heute die „große Kneipe“ der mit Abstand größte Raum, der auch schon mal über mehrere Stockwerke hoch sein kann. Ein Corpshaus in Erlangen hat in seiner großen Kneipe eine Deckenhöhe von neun Metern.
Ein solcher Kneipraum ist in der Regel mit Erinnerungsstücken der jeweiligen Verbindung dekoriert. Holzelemente sind mit Schnitzereien verziert, alte Bilder schmücken die Wände, manche Verbindungen sammeln die Bilder aller ihrer Mitglieder, die in zeitlicher Reihenfolge an die Wände gehängt werden.
Da nach dem Bau eigener Häuser auch die gastronomischen Dienstleister nicht mehr zur Verfügung standen, mussten sich die Verbindungen jetzt eigene Angestellte halten, die so genannten Faxe, auch Couleur- oder Corpsdiener.

Kleine Kneipe des Corps Vitruvia
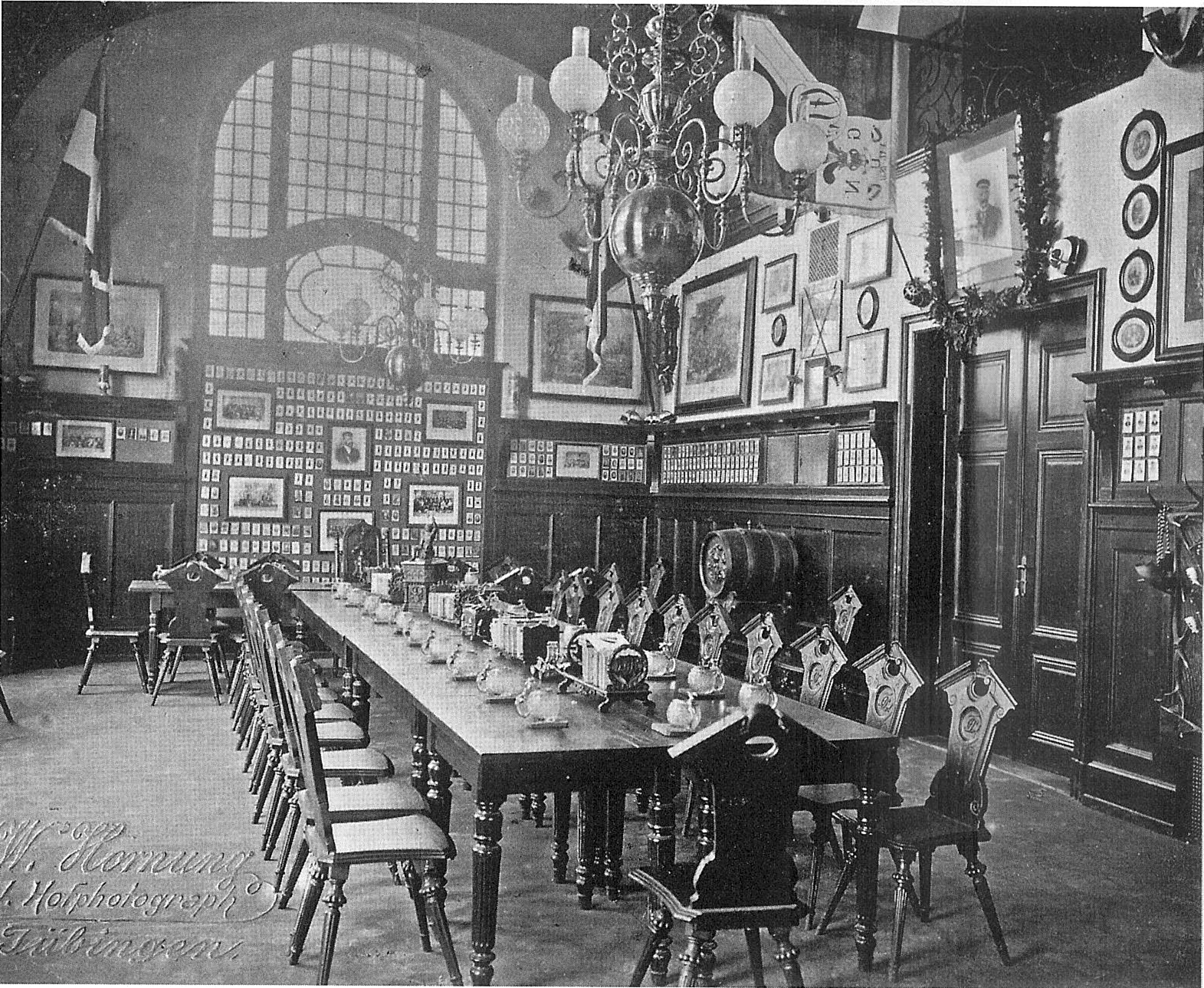
Große Kneipe des Corps Suevia Tübingen

## 20. Jahrhundert: Gesellschaftliche Polarisierung

### Weimarer Republik
Nach dem Ersten Weltkrieg war in der Weimarer Republik das alte Weltbild des Kaiserreichs zusammengestürzt. Neue Ideen, die teilweise schon im Kaiserreich ihren Anfang genommen hatten (siehe auch Deutscher Bund abstinenter Studenten), begannen sich durchzusetzen. Die Gesellschaft polarisierte sich. So erhielten zum Beispiel auch gesunde Ernährung und Sportlichkeit einen erhöhten Stellenwert. Der gesellschaftliche Wert exzessiven Trinkens wurde auch in den Kreisen der Studentenverbindungen zunehmend bezweifelt. Während der 1920er Jahre kam es in mehreren studentischen Verbänden zu offiziellen Feststellungen, dass es in den betreffenden Verbindungen keinen Trinkzwang gebe, ja nie gegeben habe. Dies wurde in der Öffentlichkeit mit ungläubigem Staunen aufgenommen und sorgte auf der einen Seite für Zustimmung, auf der anderen Seite aber auch für beißenden Spott. Während im 19. Jahrhundert der „trinkfeste Student“ zu einem festen Topos in Literatur und Satire geworden war, gab es in den ersten Jahrzehnten des 20. Jahrhunderts zunehmend Karikaturen über studentische Alkoholabstinenz.
Als der Kösener Senioren-Convents-Verband in den 1920er Jahren erklärte, es gebe bei ihm keinen „Trinkzwang“, erschien in der Zeitschrift Simplicissimus vom 18. Juni 1928 eine Karikatur von Karl Arnold: Dort sitzt eine Gruppe von Corpsstudenten in einem Gartenlokal mit Saftgläsern und Obstschalen statt mit Bierkrügen. Dazu der Text (auszugsweises Zitat):

Walter Caspari: „Ein Unikum“, Karikatur von 1906: „Du, Vater, da ist ein Student, der ein Glas Milch verlangt!“ – „Wo ist er? Den muß ich mir anschau’n!“ (Spott über gesundheitsbewusste Studenten im 20. Jahrhundert)

Es steht ein Wirtshaus an der Lahn,
da hält kein Bierfuhrwerk mehr an-:
im Kösener S.C. ward
der Trinkzwang völlig abgeschafft---
O Wotan, wie mir weh ward!
Vorbei der sel'ge Überschwang:
es herrscht der „Abstinenz-Komment“,
wer konnte sowas ahnen?
„Gestatten einen Yoghurt!“ „Ehrt!
Zieh' nach mit drei Bananen!“
Der Wirtin, zärtlich wie ein Reh.
der tut das leere Herz so weh,
Sie schluchzt: „Verfluchte Schose!
Die Kerle trainieren sich gesund,
und ich krieg die Chlorose!“
In der Münchner Zeitschrift Jugend erschien im Juni 1928 eine Karikatur von Erich Wilke mit dem Titel Trauer-Salamander, auf der Corpsstudenten während einer Kneipe mit ernster Miene vor ihren Bierkrügen stehen, die mit Trauerflor dekoriert sind. Der Senior spricht: Einem hohen Cösener S.C. hat es gefallen, den Trinkzwang abzuschaffen. Ich erwarte, daß trotzdem jedermann seine Pflicht tut.
Es kann davon ausgegangen werden, dass das tatsächliche Trinkverhalten der Studenten von derartigen Beschlüssen kaum beeinflusst worden ist.

### Drittes Reich und Zweiter Weltkrieg
Nach der Machtübernahme der Nationalsozialisten wurde die Zeit für studentische Traditionen besonders auf dem Gebiet der Freizeitgestaltung immer schlechter. So wurde die Freizeit der Studenten zunehmend mit Wehrsportübungen und nationalsozialistischen Schulungen ausgefüllt, deren Besuch Voraussetzung für das Studium war.
Studentische Formalismen wurden als Relikte einer „feudalen Gesellschaft“ betrachtet, die abgeschafft gehörten. Die vom Nationalsozialistischen Deutschen Studentenbund gegründeten Kameradschaften hatten andere Veranstaltungsformen, da spezielle studentische Traditionen nicht im Sinne der Machthaber waren. Da Studenten im Wesentlichen dem wohlhabenden Bürgertum entstammten, galt die Pflege speziell studentischer Traditionen auch als Versuch, sich vom Rest des Volkes abzugrenzen. Die Nationalsozialisten wollten jedoch vorgeblich die Klassengegensätze zugunsten einer einheitlichen Volksgemeinschaft abschaffen, die sich wiederum aufgrund rassischer Kriterien definiert. Die nationalsozialistische Propaganda warf deshalb den jüdischen Studentenverbindungen vor, mit Hilfe ihres Couleurs „Rassenmerkmale verdecken“ zu wollen.
Ausgelassene studentische Veranstaltungen, die mit dem Verzehr alkoholischer Getränke einhergingen, waren ein gern genutzter Angriffspunkt nationalsozialistischer Propaganda, wenn es um die Gleichschaltung der Studentenschaft ging. Hier konnte man sich der Zustimmung der „arbeitenden Bevölkerung“ sicher sein (siehe dazu: Göttinger Krawalle, Heidelberger Spargelessen), das der Reichsjugendführer Baldur von Schirach 1935 als „abgrundtiefe Gemeinheit einer kleinen Clique von Korporationsstudenten, die lärmt und säuft, während Deutschland arbeitet“ schilderte und allen Mitgliedern der Hitlerjugend (HJ), die zugleich einer Verbindung angehörten, befahl, entweder ihre Korporation oder die HJ zu verlassen.
Adolf Hitler selbst sprach sich am 15. Juli 1935 für den „langsamen Tod“ der Verbindungen aus. In rascher Folge kam es daraufhin zu Verboten und Selbstauflösungen von Verbindungen und ihren Dachverbänden.
Den Behörden und Parteigremien kamen jedoch immer wieder Gerüchte zu Ohren, dass in den nationalsozialistischen Kameradschaften alte, unerwünschte Traditionen weiter gepflegt würden, was zu Strafandrohungen führte. Funktionäre sprachen von „Erscheinungen, die sich in Ermangelung besserer Gedanken vielfach an Überlebtes anlehnen“, was eine „geistlose Nachahmung längst überlebter Formen“ darstelle. Dies war besonders in Leipzig, Würzburg, Freiburg im Breisgau, Tübingen und Bonn der Fall.
Die heimlichen verbindungsstudentischen Aktivitäten sollten gar zur Neugründung des offiziell aufgelösten Corps-Dachverbands Kösener Senioren-Convents-Verband (KSCV) noch während des Krieges führen. Zu diesem Zweck trafen sich Vertreter der heimlich existierenden Corps aus Leipzig, Jena, Halle, Tübingen, Bonn und Würzburg auf der Rudelsburg, wo entsprechende Vereinbarungen getroffen wurden. Nach Unterzeichnung fand hier am 11. Juni 1944 ein Kommers mit 20 Teilnehmern statt, wie das Gästebuch des Corps Misnia IV unter der Überschrift „Kommers auf der Rudelsburg“ vermerkt.
Einer der Höhepunkte der subversiven Traditionspflege war der gemeinsame Kommers aller heimlich bestehenden schlagenden Würzburger Verbindungen am 17. Juli 1944 auf dem Haus des Corps Rhenania Würzburg. Dies war eine besondere Provokation, denn genau zur gleichen Zeit feierte die Deutsche Studentenschaft in Anwesenheit des Reichsstudentenführers Gustav Adolf Scheel ihr 25-jähriges Bestehen mit einer Großkundgebung – nur zwei Straßenzüge weiter. Zeitzeuge Hans Dörrie, Mitglied des Corps Rhenania, schrieb über den Kommers der Würzburger Verbindungen:
Über hundert Vertreter der einzelnen Verbindungen in Band und Mütze an den langen weißgedeckten Tischen in unserem Saal, das war ein herrliches farbenprächtiges Bild, das aller Herzen höher schlagen ließ. Knaup eröffnete den Kommers mit einer kurzen gelungenen Ansprache und trank das erste Glas Bier auf das Wohl unserer gemeinsamen Sache. …
 Es ist vielleicht absurd, Vergleiche zwischen dem Kommers auf unserem Haus und der Großkundgebung der Reichsstudentenführung zu ziehen. Es gehört eine große Portion Überzeugung vom eigenen Wert dazu, Opposition gegen eine numerisch tausendfache Überlegenheit zu machen. Aber diese Überzeugung vom eigenen Wert haben wir und werden darin immer sicherer, je mehr Kundgebungen und Proklamationen die Reichsstudentenführung veranstaltet. Wir haben die Stirn zu behaupten: auf der einen Seite (der Führung) ist das Wort, die Phrase, auf unserer Seite ist die Tat.
Derartige Aktivitäten konnten nicht geheim bleiben. Die Aktion zur Neugründung des KSCV flog auf und die Gestapo strengte ein Verfahren unter anderem wegen Hochverrats an. Im Chaos der letzten Kriegsmonate kam es aber zu keinerlei Konsequenzen mehr.

### Nachkriegszeit in der Bundesrepublik Deutschland
Nach dem Zusammenbruch des Dritten Reiches am Ende des Zweiten Weltkriegs begann der Aufbau der Universitäten mit erheblichen Schwierigkeiten. Die Ausstattung der universitären Einrichtungen und die wirtschaftliche Situation der Studenten waren desolat. An „fröhliches Studentenleben“ mit ausgelassenen Feiern war kaum zu denken. Trotzdem suchten die Studenten nach Formen des zeitgemäßen studentischen Zusammenlebens und kamen in Kontakt mit den Alten Herren der aufgelösten Studentenverbindungen.
Im Zeitalter des Neubeginns bestand aber nicht unerhebliches Misstrauen weiter Teile der Bevölkerung und der Universitätsleitungen in studentische Traditionen. Noch im Jahre 1949 erklärte die Westdeutsche Rektorenkonferenz (WRK) in ihrem Tübinger Beschluss: „Im Bilde der kommenden studentischen Gemeinschaft wird kein Platz mehr sein für Veranstaltungen von Mensuren, die Behauptung eines besonderen Ehrbegriffs, die Abhaltung geistloser und lärmender Massengelage, die Ausübung einer unfreiheitlichen Vereinsdisziplin und das öffentliche Tragen von Farben.“
Diese Vorstellungen bestimmten das Bild: Kneipen als „geistlose und lärmende Massengelage“ und der Comment/Biercomment als „unfreiheitliche Vereinsdisziplin“. Trotzdem konnte die verbindungsstudentische Kultur an den Universitäten in Deutschland und Österreich wieder Fuß fassen. Noch zu Beginn der 1960er Jahre war rund jeder vierte männliche Student in Deutschland Mitglied in einer Studentenverbindung und feierte somit regelmäßig Kneipen und Kommerse.
Der nächste größere Einschnitt für die Weiterführung studentischer Traditionen war die Studentenbewegung, die ihren Höhepunkt 1968 erreichte. Nach dem Motto Unter den Talaren – Muff von 1000 Jahren wurden alle Traditionen in Frage gestellt. Die traditionsorientierten Verbindungen standen dabei auch im Blickfeld der Revolutionäre. Hinter allen Formalismen wurde reaktionäres Gedankengut vermutet. Ein weiteres Moment war die massive Vergrößerung der Universitäten in den 1960er und 1970er Jahren. Manche Universitäten verzehnfachten ihre Studentenzahlen. Da die Zahl der Verbindungsstudenten in dieser Zeit stagnierte oder sank, wurden die Verbindungsstudenten an den Universitäten zu einer Minderheit im einstelligen Prozentbereich. Die traditionelle studentische Kultur, die noch wenige Jahre zuvor in weiten Teilen auch der nicht-akademischen Bevölkerung präsent war, geriet in Vergessenheit.
Der Corpshistoriker Erich Bauer veröffentlichte 1964 die erste Auflage der internen Publikation Schimmerbuch für junge Corpsstudenten, in der die corpsstudentische Tradition für die Nachkriegsgeneration bewahrt werden sollte. Er schrieb zur Kneipe:
Die offizielle Kneipe ist von jeher ein Eckpfeiler des Corpslebens gewesen, nicht wegen des damit verbundenen Bierkonsums, wie unsere Gegner behaupten, sondern als ein wesentliches Mittel der Corpserziehung und der Bindung untereinander. Denn nach alter Erfahrung führt eine richtig geleitete offizielle Kneipe die Aktiven unter sich und diese wieder mit der älteren Generation viel enger zusammen als jede andere gemeinschaftliche Veranstaltung.
In der Weiterführung der Entwicklung aus den 1920er Jahren erhielt jedoch der Biercomment auch keine annähernd so große Bedeutung, wie er es noch im Kaiserreich hatte. Biercomments werden heute nur noch in halboffizieller Form aus Nostalgie und Traditionsbewusstsein sowie aus Übermut und jugendlicher Begeisterung von den jungen Studenten weiterhin praktiziert. An manchen deutschen Universitäten sind sie vollkommen unüblich geworden.

### Kneipen und Kommerse in der DDR
Nach Ansicht der sowjetischen Besatzungsmacht und der sozialistischen Führung der neu entstandenen DDR waren Studentenverbindungen und ihr Brauchtum ein Auswuchs der bürgerlichen Gesellschaft und ein Ausdruck ihrer Privilegien. Nun konnten die Kinder des Proletariats studieren, für Verbindungen war kein Platz mehr, sie verlegten sich in den Westen. Das Brauchtum wurde aus dem kulturellen Bewusstsein getilgt. Als sich in den 1960er Jahren vereinzelt Studenten für traditionelles akademisches Brauchtum zu interessieren begannen, gab es wenig Quellen zu dem Thema. Zuerst stand das Liedgut im Zentrum des Interesses, später auch die traditionellen Formen des Feierns wie Kneipe und Kommers. Erste Anwendungen der neu entdeckten Traditionen fanden in den katholischen und evangelischen Studentengemeinden statt, in denen besondere Freiräume herrschten, auch was das dort gesungene Liedgut und abgehaltene Feiern anging.
In den frühen 1980er Jahren bildeten sich erste Ansätze der späteren Studentenverbindungen in der DDR, die vorerst noch im Geheimen existieren mussten. In den Reihen einiger dieser Verbindungen wurden Kneipen in Anlehnung an altes studentisches Brauchtum gefeiert, das zu diesem Anlass, der ungenauen Kenntnis wegen, stark abgewandelt angewandt wurde. So entwickelte sich der Knotensalamander und die dazugehörige Durchführung der Kneipe als Salamanderkneipe.
Im Jahre 1987 gab es den ersten Schritt in die Öffentlichkeit. Hierzu wurde die Veranstaltungsform des Kommerses gewählt. Am 20. Juni 1987 richtete die Verbindung (später KDStV) Salana Jenensis den ersten „Allianzkommers“ der DDR-Studentenverbindungen auf der Rudelsburg aus. Bei dieser Veranstaltung waren nur 19 Teilnehmer anwesend, die teilweise mit Flößen und in Zinkbadewannen auf der Saale angereist waren. Damit sollte Bezug genommen werden auf die auf alten Darstellungen ersichtliche Tradition der Bootsfahrten auf der Saale. Dieser Kommers war die erste offizielle, bei der Polizei angemeldete traditionelle Studentenveranstaltung in der Geschichte der DDR.
Weitere Kneipen und Kommerse folgten, von der SED-Führung nur zaghaft toleriert. Der „Allianzkommers“ wurde ein Dauererfolg. Noch heute wird diese Veranstaltung jedes Jahr von der Rudelsburger Allianz, dem Zusammenschluss aller in der DDR gegründeten Studentenverbindungen, abgehalten.

### Nach der deutschen Wiedervereinigung
Heute werden von den über 1000 Studentenverbindungen in Deutschland weiterhin formelle Kneipen veranstaltet, so wie auch in Österreich und der Schweiz. Im alltäglichen Verbindungsleben hält sich eine inoffizielle, stark vereinfachte Form des Biercomments, der im Wesentlichen gewisse Höflichkeitsformen beim Zutrinken und den weiterhin sehr beliebten Bierjungen umfasst.
Auch heute bekämpfen politisch eher links stehende Gruppierungen die Verbindungen an den Universitäten weiterhin vehement und versuchen mit verschiedenen Publikationen besonders die Studienanfänger vor einem Eintritt in eine Verbindung zu warnen. Die traditionelle Kneipe mit ihren Ritualen ist dabei einer der Angriffspunkte.